# Theodore Elmer White
Theodore Elmer White, parfois surnommé « Ted » ou « Doc », né le 8 décembre 1905 à Garnett (Kansas) et mort le 7 septembre 1977 à Welda (en) dans le même État, est un paléontologue et archéozoologue américain. Il est connu pour avoir été le pionnier de l'utilisation de restes d'animaux comme indicateurs du comportement humain dans les contextes archéologiques. Il contribua également à développer le système de nombre minimum d'individus (MNI), qui aide les archéologues à déterminer le nombre minimum d’individus représentés dans un assemblage squelettique.

## Biographie
White naît le 8 décembre 1905 à Garnett, au Kansas, où il passe son enfance. Il commence à fréquenter l'université de l'État, où il obtient un baccalauréat ès arts en 1928 et une maîtrise en 1929, toutes deux en zoologie. À partir de là, il étudie l'herpétologie et la mammalogie avant de se tourner vers l'ostéologie et la paléontologie. Il fréquente ensuite l'université du Michigan, où il obtient son doctorat en zoologie en 1935. Bien qu'il n'ait jamais reçu de formation classique en archéozoologie, il a probablement acquis des connaissances dans ce domaine grâce à ses travaux ultérieurs.
En 1932, White commence à travailler au musée de Zoologie comparée d'Harvard, où il reste jusqu'en 1947. Pendant la Seconde Guerre mondiale, il sert dans l'armée américaine en tant que sergent technique (en) de 1942 à 1945,. Après la guerre, il se met à travailler pour le River Basin Surveys de la Smithsonian Institution. Cependant, la majeure partie de sa carrière se déroule au National Park Service, travaillant au Dinosaur National Monument, où il est embauché en 1953 comme premier paléontologue du parc,.
White meurt finalement le 7 septembre 1977 et est enterré à Welda (en), toujours au Kansas.